# Канопус
Кано́пус, також Сухель (α Кіля / Альфа Кіля) — найяскравіша зоря у південному сузір'ї Кіля, друга за яскравістю зоря нічного неба після Сіріуса.

## Характеристики
Канопус — жовто-біла зоря-надгігант. Її можна спостерігати в південній півкулі. За даними астрометричного супутника «Гіппаркос», вона перебуває на відстані 310 світлових років від нас. За світністю вона перевищує Сонце в 13 000 разів.

## Канопус у культурі
Зорю названо ім'ям міфічного керманича, який служив у Менелая і помер у Єгипті.
У науково-фантастичній серії Френка Герберта «Хроніки Дюни» в системі Канопуса розташована планета Арракіс, на якій розгортаються основні події.
У телесеріалі Зоряний шлях в епізоді Star Trek: The Original Series «Where No Man Has Gone Before» відзначається, що сонет «Nightingale Woman» (жінка-соловейко) написав житель системи Канопуса.